# Kóno Taró
Kóno Taró (河野 太郎; Hepburn: Kōno Tarō; 1963. január 10. –) japán politikus, a Liberális Demokrata Párt színeiben alsóházi képviselő, adminisztratív és szabályozási reformért felelős miniszter.
2021. szeptemberében Szuga Josihide LDP-s pártelnök és miniszterelnök lemondása után Kónót a legesélyesebb utódjelöltek között említették.

## Fordítás
- Ez a szócikk részben vagy egészben  a   Taro Kono című angol Wikipédia-szócikk fordításán alapul.  Az eredeti cikk szerkesztőit annak laptörténete sorolja fel. Ez a jelzés csupán a megfogalmazás eredetét és a szerzői jogokat jelzi, nem szolgál a cikkben szereplő információk forrásmegjelöléseként.